# Reentry Breakup Recorder

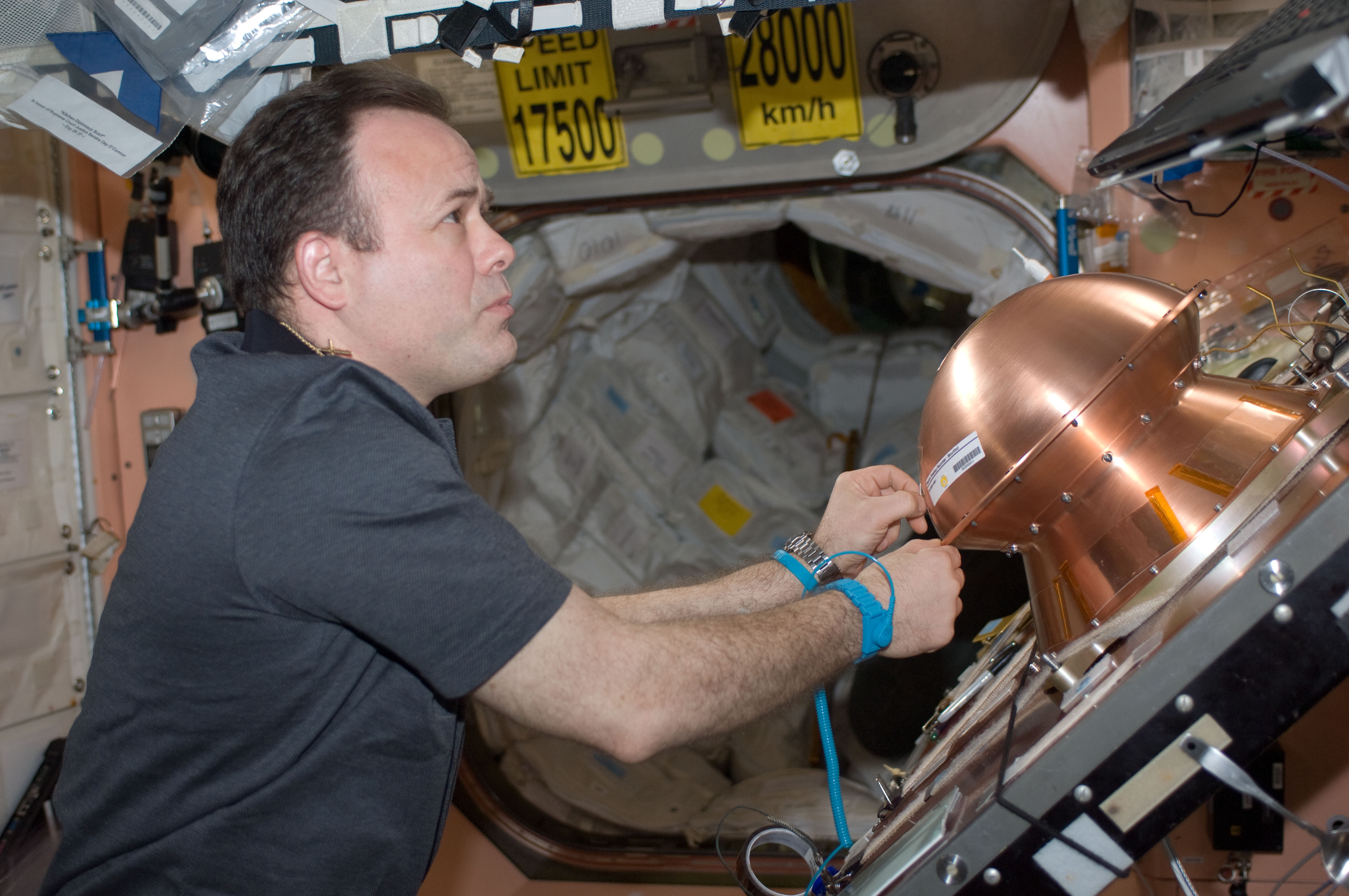
Flugingenieur Ron Garan bereitet 2011 bei der ISS-Expedition 28 den Reentry Breakup Recorder zur Installation in das ATV-2 vor.

Der Reentry Breakup Recorder (REBR) ist ein Instrument an Bord eines Raumschiffes, das Daten über dessen geplantes Auseinanderbrechen beim Wiedereintritt in die Erdatmosphäre aufzeichnet. Das Gerät erfasst Daten über die Wärme, Beschleunigung, Rotation und andere Belastungen, denen das Fahrzeug unterliegt. In der letzten Stufe übermittelt es die Daten zu einer Bodenstation, bevor es beim Auftreffen auf die Oberfläche zerstört wird.

## Geschichte
Zwei REBRs starteten im Jahre 2011 mit dem japanischen HTV-2. Eines zeichnete daraufhin den Wiedereintritt des HTV auf, das andere wurde an Bord von ATV-2 platziert.
HTV-2 trat am 30. März 2011 wieder in die Erdatmosphäre ein. Das REBR sammelte und sendete erfolgreich Daten. Es überstand den Einschlag auf den Ozean und übertrug danach weiterhin Daten. Die Auswertung der Daten nahm 8 Wochen in Anspruch.
Die zweite Einheit sollte am 21. Juni 2011 beim Wiedereintritt von ATV-2 Daten sammeln. Aus unbekanntem Grund konnte das Gerät keinen Kontakt herstellen und somit konnten keine Daten empfangen werden.
Eine andere Einheit wurde erfolgreich beim Wiedereintritt am 14. September 2012 im HTV-3 eingesetzt.
Am 3. Oktober 2012 konnte der Wiedereintritt des ATV-3 erfolgreich aufgezeichnet werden.

## Vorgängertechnologie: Bilddokumentation des Wiedereintritts und des Auseinanderbruchs
Früher stammten die gesammelten Daten vom Wiedereintritt und dem Auseinanderbrechen von visuellen Beobachtungen und Spektrografen. Ein besonders gut dokumentierter Fall ereignete sich über dem Südpazifik im September 2008, bei der Verfolgung der ersten Mission des ESA Raumtransporters ATV-1 Jules Verne. Es wurden umfassende Photo- und Videodaten von verschiedenen Wellenlängenspektrografien von einem großen Team von NASA- und ESA-Personal gesammelt.

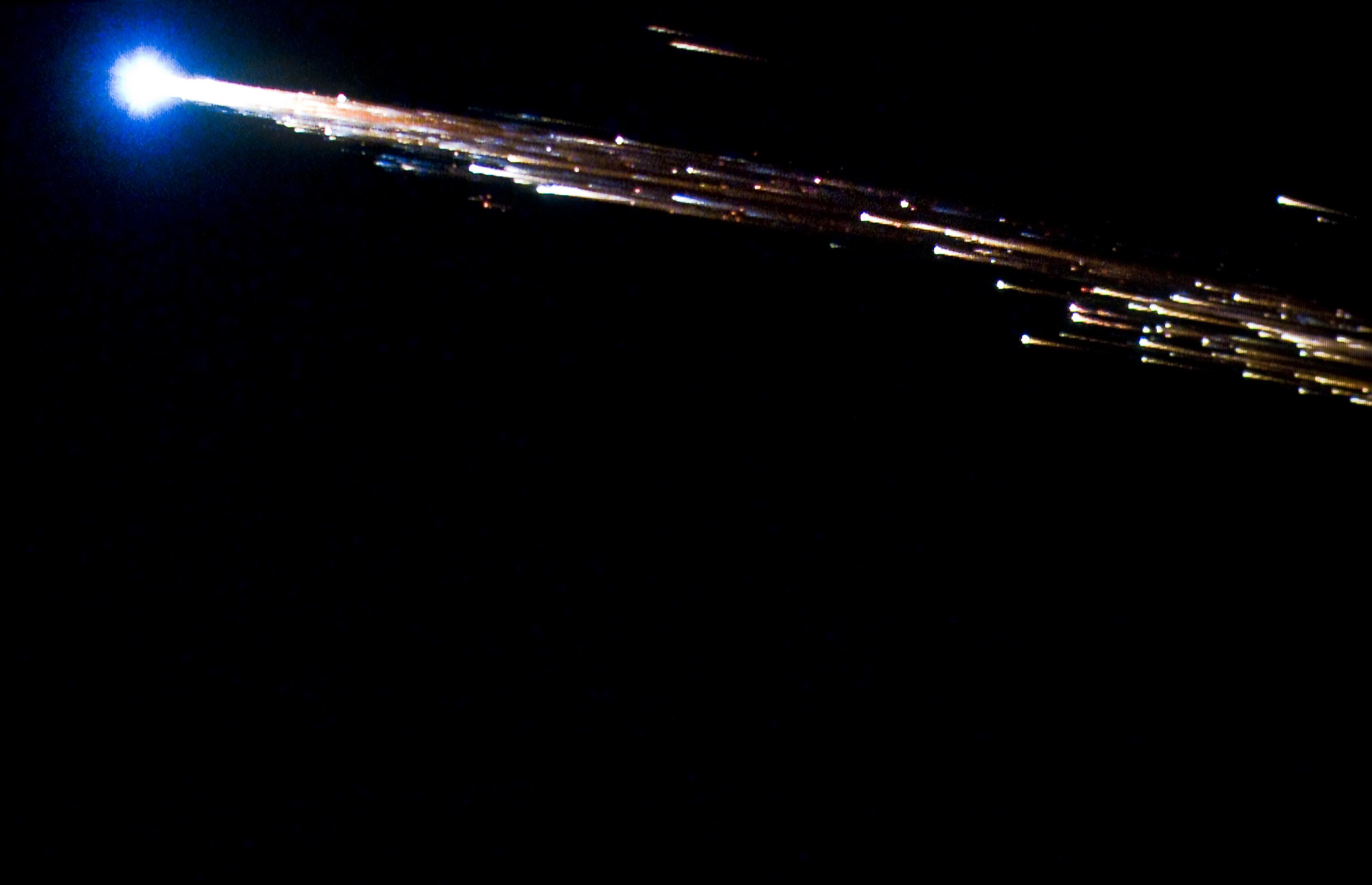
Wiedereintritt von ATV-1 Jules Verne südwestlich von Tahiti, September, 2008.

Am 5. September 2008 dockte Jules Verne von der ISS ab und manövrierte zu einer orbitalen Position 5 km unter der ISS. Es blieb in diesem Orbit bis zum 29. September. Um 10:00:27 UTC startete Jules Verne den ersten de-orbit burn für 6 Minuten, gefolgt von einem zweiten Brennen von 15 Minuten um 12:58:18 UTC. Um 13:31 GMT trat Jules Verne in einer Höhe von 120 km in die Atmosphäre ein und vollendete wie geplant nach 12 Minuten seinen zerstörenden Wiedereintritt, als die Überreste in den Südpazifik südwestlich von Tahiti fielen. Dies wurde mit Video- und Fotoaufnahmen in der Nacht von zwei Flugzeugen über dem Südpazifik zum Zwecke der Datenerfassung aufgezeichnet.